# La Villeneuve-en-Chevrie
La Villeneuve-en-Chevrie is een gemeente in het Franse departement Yvelines (regio Île-de-France) en telt 660 inwoners (2021). De plaats maakt deel uit van het arrondissement Mantes-la-Jolie.

## Geografie
De oppervlakte van La Villeneuve-en-Chevrie bedraagt 11,7 km², de bevolkingsdichtheid is 45,6 inwoners per km².
De onderstaande kaart toont de ligging van La Villeneuve-en-Chevrie met de belangrijkste infrastructuur en aangrenzende gemeenten.

## Demografie
Onderstaande figuur toont het verloop van het inwonertal (bron: INSEE-tellingen).